# كيب إدواردز
كيب إدواردز (بالإنجليزية: Kip Edwards)‏ هو لاعب كرة قدم أمريكية أمريكي، ولد في 4 ديسمبر 1989 في أرلينغتون في الولايات المتحدة.

## وصلات خارجية
- كيب إدواردز على موقع مرجع كرة القدم المحترفة.كوم (الإنجليزية)